# Robert Griess
Robert Louis Griess, Jr., né le 10 octobre 1945 à Savannah en Géorgie, est un mathématicien américain spécialiste des groupes finis, connu pour sa construction du groupe Monstre, le plus grand groupe sporadique.

## Biographie
Griess a été écolier à Pittsburgh puis étudiant de l'université de Chicago, passant en 1967 un B. A., en 1968 une maîtrise et en 1971 un Ph. D., dirigé par John Griggs Thompson. Il a enseigné à l'université du Michigan, à partir de 1971 comme « instructeur Hildebrandt », 1973 professeur assistant, 1976 professeur associé et depuis 1981 professeur titulaire. En 1979-80, 1981 et 1994, il était à l'Institute for Advanced Study. Il a aussi été professeur invité à l'université Yale, l'université Rutgers, l'université de Californie à Santa Cruz, à l'ENS (maître de recherches au CNRS en 1986-1987), à l'université de Zhejiang et à l'université nationale Cheng Kung.
En 1981-1982, il a été boursier Guggenheim. Il est membre de l'Académie américaine des arts et des sciences. Il a été orateur invité au Congrès international des mathématiciens de 1983 à Varsovie (The sporadic simple groups and construction of the Monster).
En 2010, il a reçu le prix Leroy P. Steele pour une « contribution majeure dans la recherche ». En 2012, il a été élu membre de la Société mathématique américaine.

## Œuvre
Griess a construit le « groupe Monstre » (qu'il appelle aussi le Friendly Giant : le Géant amical), le plus grand des groupes finis simples sporadiques, en représentant une algèbre de matrices, appelée l'algèbre de Griess, sur un ℚ-espace vectoriel de dimension 196 883. L'existence de ce groupe avait été conjecturée en 1973 par Griess et, indépendamment, par Bernd Fischer, mais ce n'est qu'à sa construction explicite qu'on eut la preuve de son existence. Dans le cadre de cette construction, vingt des groupes sporadiques découverts auparavant apparaissaient, si bien qu'elle peut aussi être considérée comme une « théorie unifiée » des groupes sporadiques. Elle laisse invariante une structure produit et utilise le réseau de Leech. Fin 1979, quand Griess effectuait ses recherches, la possibilité de construire une telle représentation n'était nullement garantie, vu l'ordre élevé du Monstre. Griess a ensuite participé à la classification des sous-groupes finis des groupes de Lie exceptionnels et a étudié les algèbres vertex d'opérateurs.

## Sélection de publications
- (en) « The Friendly Giant », Invent. Math., vol. 69,‎ 1982, p. 1-102 (lire en ligne)
- (en) Twelve Sporadic Groups, Springer, 1998 (lire en ligne)
- (en) « A construction of F1 as automorphisms of a 196,883-dimensional algebra », PNAS, vol. 78,‎ 1981, p. 686-691 (lire en ligne)
- (en) « Book Review: "Symmetry and the Monster, One of the Greatest Quests of Mathematics", Mark Ronan (en) », Notices AMS,‎ février 2007 (lire en ligne)